# Эльстертальбрюкке
Э́льстертальбрюкке (нем. Elstertalbrücke) — железнодорожный мост через долину реку Вайсе-Эльстер в коммуне Пёль (Саксония, Германия). Часть железнодорожной магистрали Лейпциг—Плауэн—Хоф—Нюрнберг.
Это второй по размерам (после Гёльчтальбрюкке) кирпичный мост в мире. Под мостом, высота которого 68 м, проходит линия железной дороги Эльстертальбан.

## История
Мост был построен в ходе строительства линии Саксонско-Баварской железной дороги вместе с Гёльчтальбрюкке. Фундамент был заложен 7 ноября 1846 года. На стройке моста работало с 1846 по 1851 около 800 рабочих. Было использовано 12 миллионов кирпичей. В отличие от Гёльчтальбрюкке здесь было заложено только два этажа и средние арки. Нижный этаж имеет 5 пилонов, 4 из которых объединены к двойным пилонам. Для основания пилонов использовали гранитные блоки. Во время второй мировой войны 16 апреля 1945 года мост был разрушен вермахтом. Поэтому поезда с западной стороны остановились перед мостом в вокзале деревни Рёттис, с восточной стороны — в вокзале Ёкеты. Реконструкция была закончена только в 1950 году.
Между первым и вторым этажом имеется пешеходный переход по мосту, где установлены две мемориальные доски, рассказывающие об истории моста. Изображён мост до и после разрушения.

## Конструкция
| высота                        | 68 м (в два этажа)                         |
| Длина                         | 279 м, наибольший пролёт одной арки 31,1 м |
| число использованных кирпичей | 12 323 000                                 |
| кирпичная кладка              | 31 237 м³                                  |
| каменная кладка               | 21 579 м³                                  |